# Piotrków Trybunalski

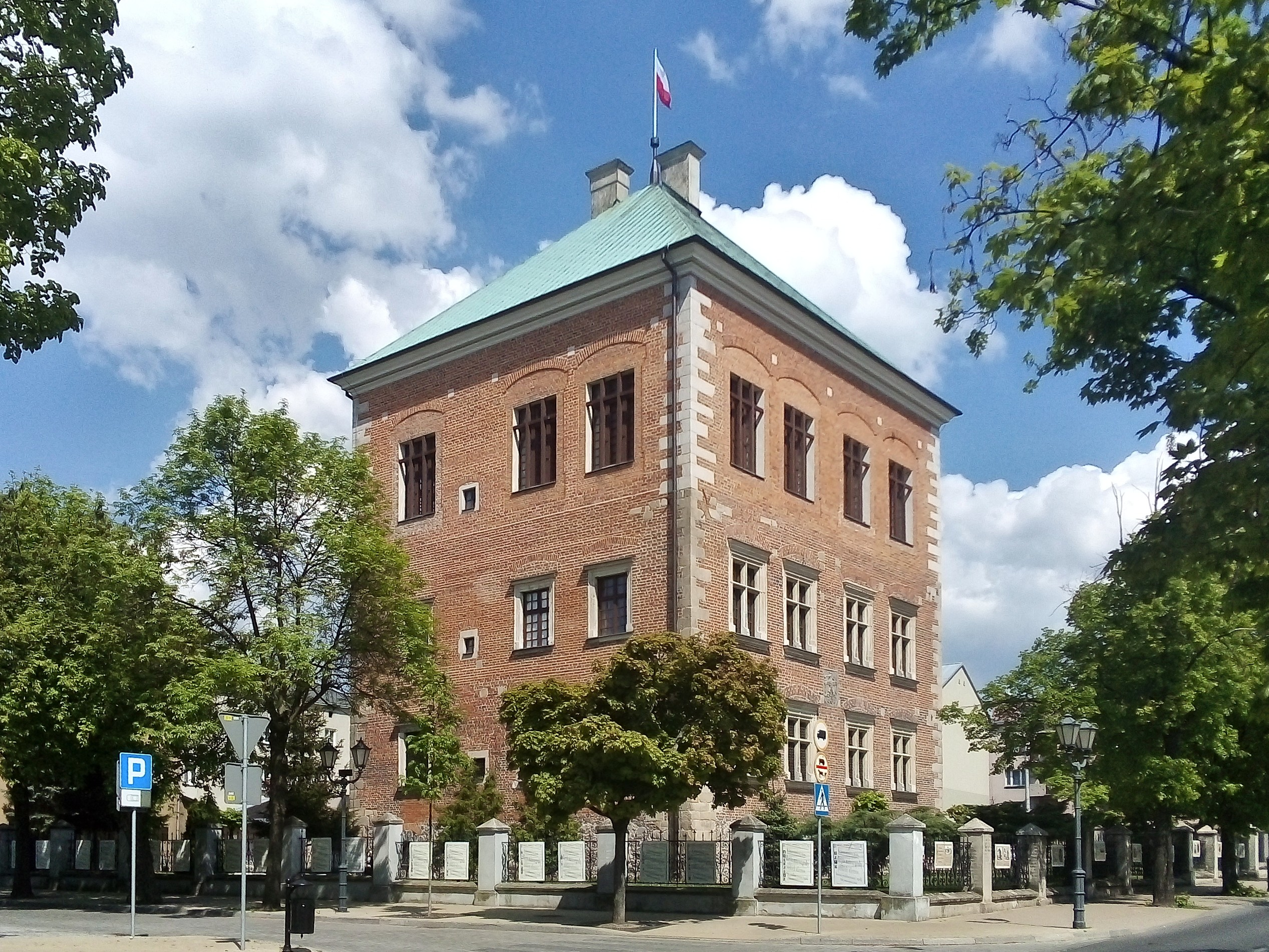
Königliches Schloss

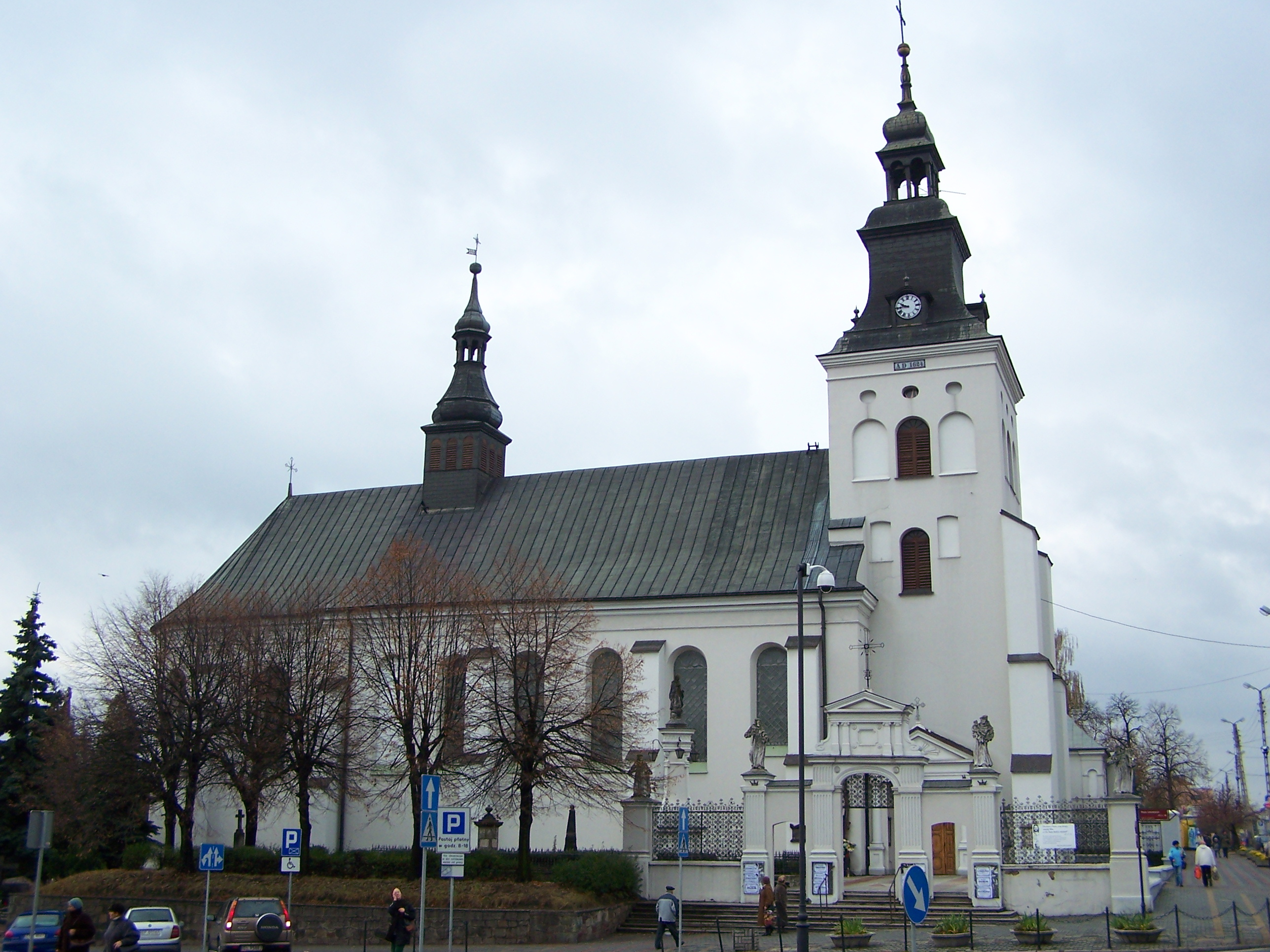
Bernhardinerkirche zur Erhöhung des Heiligen Kreuzes

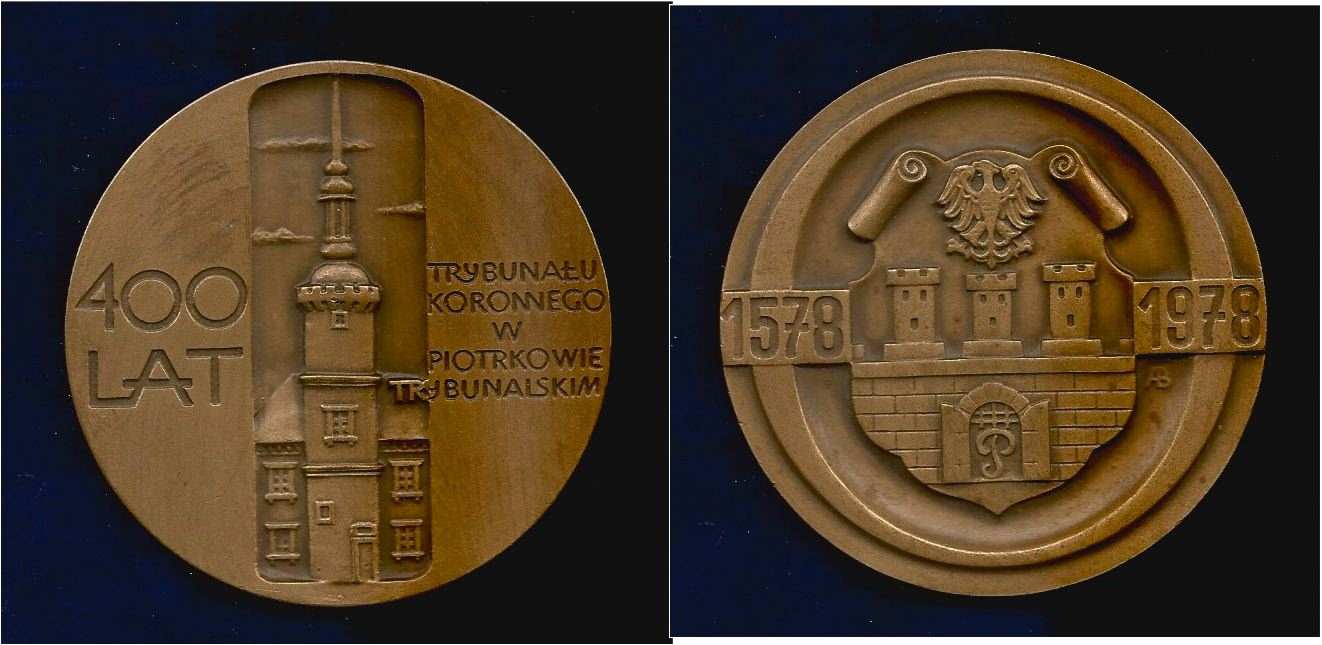
Polnische Bronzemedaille 1978 zum 400. Jubiläum des Krontribunals in Piotrków Trybunalski.

Piotrków Trybunalski [ˈpʲɔtrkuf trɨbuˈnalski] (deutsch Petrikau) ist eine kreisfreie Stadt mit etwa 79.000 Einwohnern in Zentralpolen in der Woiwodschaft Łódź.
Die Stadt liegt auf der Ebene von Piotrków an den Flüssen Strawa und Strawka, Nebenflüssen der Pilica.

## Stadtwappen und Stadtfahne
Als eine von nur drei polnischen Städten führt Piotrków Trybunalski den weißen polnischen Staatsadler (in der frühen piastischen Form ohne Krone) im roten Feld als Stadtwappen.

## Geschichte
Petrikau wurde 1217 als eine Handelssiedlung an der wichtigen Straße von Pommern nach Rus und Ungarn und später aus Masowien nach Breslau erstmals erwähnt. Die Stadt erhielt 1292 das Stadtrecht. Petrikau wurde um 1300 zu einer Kreisstadt in der Woiwodschaft Kalisch. König Kasimir III. der Große erließ hier 1347 das Statut von Piotrków, eine Erweiterung des Statuts von Wiślica. Petrikau wurde zu einem wichtigen Zentrum des politischen Lebens Polens. Von diesem König ermuntert, zogen große Scharen von vertriebenen deutschen Juden nach Polen. Petrikau wurde zu einer der größten jüdischen Siedlungen im Lande.
Ab 1455 wurde die Stadt zu einem der Sitze des Sejm und zum Ort der Tagungen des Adels, später auch der Synode. Am 26. Mai 1496 veröffentlichte König Johann I. Albrecht hier sein „Petrikauer Privileg“, das die Privilegien des Adels erweiterte und die Freiheiten der Bürger und Bauern einschränkte.
Im Jahr 1555 hob hier der Sejm die geistliche Gerichtsbarkeit über die zunehmende Zahl von Nichtkatholiken auf. Damit herrschte für Christen Religionsfreiheit. Der Einfluss der Reformation wurde auch bei der Szlachta, dem niederen Adel, sichtbar, es waren 70 katholische (55 Laien und 15 Bischöfe), 58 protestantische und 2 orthodoxe Abgeordnete an dieser Versammlung. Petrikau wurde 1578, neben Lublin, zum Sitz des Krontribunals, des höchsten Gerichts für Polen (das Tribunal des Großfürstentums Litauen saß in Grodno) – daher der Beiname „Trybunalski“. 
Die Juden wurden aus der Stadt vertrieben. Erst 100 Jahre später wurde das Ansiedelungsverbot für Juden aufgehoben. Die Stadt erhielt 1684 eine Poststation. Die ersten deutschen Siedler, oft aus Schwaben, kamen um 1705 in die Gegend und gründeten Dörfer, die zum großen Teil ihre Bräuche und die Sprache bis 1945 behielten. 
Im Jahr 1793 wurde Polen zum zweiten Mal geteilt. Petrikau kam zur neugeschaffenen preußischen Provinz Südpreußen und erhielt preußische Kreisbehörden. Viele deutsche Siedler, vor allem aus der Gegend von Oels und Breslau, ließen sich in der Stadt und der Gegend nieder und begründeten die später blühende Textilindustrie. Nach dem Frieden von Tilsit kam Petrikau mit der ganzen Provinz Südpreußen an das Herzogtum Warschau und blieb von 1807 bis 1815 Kreisstadt im neuen Departement Kalisch. Die Stadt kam 1815 zu Kongresspolen und gehörte zur Woiwodschaft (ab 1837 Gouvernement) Kalisch. Die Stadt erhielt 1846 eine Eisenbahnverbindung mit Warschau. Nach 1860 entstand die Industrie (Lebensmittel-, Maschinen- und Bauindustrie). Petrikau wurde 1867 zum Sitz eines russischen Gouvernements und behielt diesen Rang bis 1915. Die Glashütte „Hortensja“ begann ab 1889 die Produktion. Die Textilfabrik „Manufaktura Piotrkowska“ wurde 1896 eröffnet. Im Jahre 1905 gab es viele Streiks und Demonstrationen der Arbeiter.

### Zweite Polnische Republik
Petrikau hatte 1938, ein Jahr vor Kriegsbeginn, 51.000 Einwohner, davon etwa 25.000 Juden und 1500 Deutsche. Am 1. September 1939 begann der Zweite Weltkrieg: Schwere Kämpfe der polnischen 19. Infanteriedivision mit dem XVI. Armeekorps der Wehrmacht.
Von 1939 bis 1940 hiessen die deutschen Besatzer das erste NS-Sammellager (Ghetto) im besetzten Polen mit etwa 25.000 Insassen einrichten und setzten dort zwangsweise einen ersten Judenrat: Ghetto Piotrków Trybunalski. Von den Insassen vom Ghetto deportierten die deutschen Nationalsozialisten etwa 22.000 in das Vernichtungslager Treblinka und ermordeten sie dort, etwa 3000 schickten sie in Zwangsarbeitslager. Im Zwangsarbeitsbetrieb Dietrich & Fischer (DiFi) erschossen die Deutschen manche Zwansarbeiter, Dietrich wurde 1958 vom Landgericht Hamburg freigesprochen.
In der Gegend bildeten sich viele polnische Widerstandsgruppen, die sich im Sommer 1944 massiv am Partisanenkampf gegen die Deutschen beteiligten. Laut Lagebericht der deutschen Polizei hatten die beiden Gemeinden Petrikau und Radziejów zusammen 71.500 Einwohner, davon seien mittlerweile 15 % Deutsche und „noch“ 85 % Polen gewesen. Juden lebten keine mehr im Gebiet. Mit dem Einmarsch der Roten Armee im Jahr 1945 wurde die Stadt von der Besatzung der Nazi-Truppen befreit. Petrikau hatte 1945 etwa 40.000 Einwohner und war Kreishauptstadt.

### Volksrepublik Polenund dieDritte Polnische Republik
Seit Kriegsende im Jahr 1945 tobten heftige Kämpfe zwischen der kommunistischen Geheimpolizei mit ihren Spezialverbänden und dem bewaffneten antikommunistischen Untergrund.
Am 20. April 1946 eroberten antikommunistische Verbände der Polnischen Heimatarmee unter Hauptmann Sojczyński die Stadt und befreiten 57 Häftlinge aus dem Gefängnis der Geheimpolizei. Am 8. August wurden weitere 43 Häftlinge durch einen Angriff befreit. Die Tätigkeit der antikommunistischen Partisanen nahm erst 1953 ihr Ende. Von 1949 bis 1970 wurde Piotrków Trybunalski zu einem Industriezentrum aufgebaut. Die Stadt wurde 1975 Hauptstadt der neugeschaffenen Woiwodschaft Piotrków und wuchs schnell durch viele Eingemeindungen.
Die Stadt wurde 1999 wieder zur Kreisstadt und kreisfreien Stadt.

## Wirtschaft
Die Stadt ist nach Łódź das zweitgrößte Industriezentrum der Woiwodschaft und besitzt Glasindustrie, Maschinenindustrie, Papierindustrie, Textilindustrie, Holzindustrie und Baumaterialindustrie, außerdem einige größere Logistik-Unternehmen und Bauunternehmen.

## Verkehr
Derzeit verbinden folgende Straßen die Stadt mit dem Straßennetz:
- Autostrada A1/Droga krajowa 1 (E75): Gdańsk – Toruń – Łódź – Piotrków Trybunalski – Częstochowa – Cieszyn
- Droga krajowa 8 (E67): Kraków – Piotrków Trybunalski – Warschau – Białystok – Budzisko
- Droga krajowa 12: Leszno – Kalisz – Piotrków Trybunalski – Radom – Lublin – Chełm – Dorohusk
- Droga krajowa 91: Częstochowa – Radomsko – Piotrków Trybunalski – Głuchów

Die Stadt besitzt derzeit zwei Umfahrungen, die Ostumfahrung der DK12 (ca. 5 km) und die Nordwestumfahrung der A1, DK1 und DK8 (ca. 16 km).
Darüber hinaus befinden sich die Südumfahrung (geplante S12) und die Umfahrung der Innenstadt (DK91) in Planung.
Piotrków Trybunalski liegt an der Bahnlinie von Warschau nach Częstochowa, die Güterstrecke Piotrków Trybunalski–Biały Ług zweigt hier ab. Früher bestand ferner die Schmalspurbahnstrecke Piotrków Trybunalski–Sulejów.

## Hochschulen und Schulen
In Piotrków Trybunalski gibt es mehrere Filialen von größeren Hochschulen: der Jan-Kochanowski-Universität in Kielce, der Łódźer Hochschule für Wirtschaft und Geisteswissenschaften, der Łódźer Handelshochschule und eigenständige Lehranstalten, wie die Lehrerhochschule und eine Außenstelle des Instituts für Umweltpflege an der Polnischen Akademie der Wissenschaften in Warschau.
Piotrków Trybunalski hat außerdem (Stand 2013):
- 13 städtische Kindergärten,
- 8 Grundschulen,
- 5 Mittelschulen,
- 10 weiterführende Schulen.

## Sehenswürdigkeiten

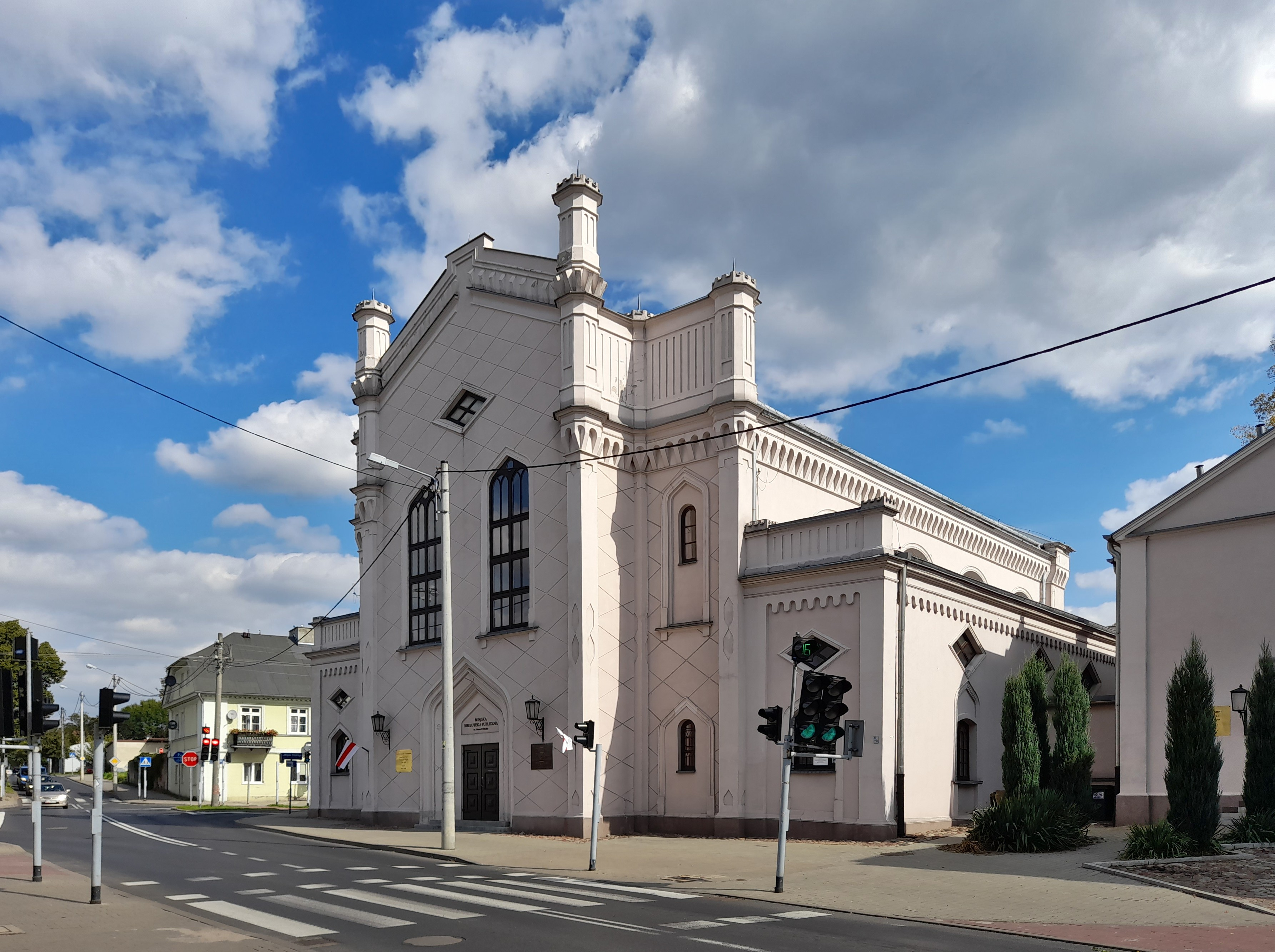
Große Synagoge

- Stadtpfarrkirche zum Heiligen Apostel Jakob, Gotik mit barocken Kapellen, 13. bis 14. Jahrhundert
- Ehemaliges Dominikanerkloster mit der Kirche zum Heiligen Iacentius und der Heiligen Dorothea, Gotik um 1350
- Bernhardinerkirche zur Erhöhung des Heiligen Kreuzes, Barock, um 1626
- Evangelische Kirche (ehemalige Piaristenkirche), Barock um 1689
- Ehemaliges Jesuitenkollegium mit der Kirche zum Heiligen Franciscus Xaver, Barock, um 1695
- Russisch-orthodoxe Allerheiligenkirche, Klassizismus, um 1844
- Kleine Synagoge, Barock, um 1790
- Große Synagoge, heute Stadtbibliothek
- Königliches Schloss (Wohnturm), Spätgotik, um 1511
- Schloss Byki, Renaissance, um 1590
- Bürgerhäuser am Ring, 17./18. Jahrhundert, ursprünglich Spätbarock, Fassaden umgebaut im 19. Jahrhundert
- zahlreiche Häuser im Jugendstil, insbesondere in der Allee 3. Maja
- Friedhöfe: in der „Friedhofsallee“ längs des Flusses Strawka: katholischer, evangelischer, russisch-orthodoxer, Neuer jüdischer Friedhof und Soldatenfriedhof aus dem Ersten Weltkrieg, mit vielen interessanten Grabsteinen (teilweise aus dem 17. und 18. Jahrhundert, hierher aus älteren innerstädtischen Friedhöfen überführt)

## Politik und Verwaltung

### Stadtpräsident
An der Spitze der Stadtverwaltung steht der Stadtpräsident. Seit 2006 war dies Krzysztof Chojniak, der 2006 für die PiS und anschließend mit seinem eigenen Wahlkomitee antrat. 2024 wurde er von Juliusz Wiernicki (PO), der für das Wahlkomitee „Mit Herz für Piotrków“ antrat, abgelöst. Die turnusmäßige Wahl im April 2024 führte zu folgendem Ergebnis:
- Krzysztof Chojniak (Wahlkomitee „Krzysztof Chojniak – Zusammen für Piotrków“) 27,4 % der Stimmen
- Juliusz Wiernicki (Wahlkomitee „Mit Herz für Piotrków“) 22,5 % der Stimmen
- Marlena Wężyk-Głowacka (Koalicja Obywatelska) 20,6 % der Stimmen
- Łukasz Janik (Wahlkomitee „Łukasz Janik – weil es die Menschen sind, die zählen“) 18,4 % der Stimmen
- Agnieszka Choijnacka (Wahlkomitee „Agnieszka Choijnacka – Piotrków verbindet uns“) 11,2 % der Stimmen

In der damit notwendig gewordenen Stichwahl konnte sich Wiernicki, der in der ersten Runde noch zweitplatziert war, mit 60,6 % der Stimmen gegen den bisherigen Amtsinhaber Chojniak durchsetzen und wurde damit zum neuen Stadtpräsidenten gewählt.
Die turnusmäßige Wahl im Oktober 2018 führte zu folgendem Ergebnis:
- Krzysztof Chojniak (Wahlkomitee „Krzysztof Chojniak – Zusammen für Piotrków“) 49,3 % der Stimmen
- Marlena Wężyk-Głowacka (Koalicja Obywatelska) 24,2 % der Stimmen
- Grzegorz Lorek (Prawo i Sprawiedliwość) 16,0 % der Stimmen
- Tomasz Sokalski (Wahlkomitee „Ja zu Piotrków“) 8,1 % der Stimmen
- Krzysztof Kozłowski (Solidarisches Wahlkomitee für Piotrków) 2,3 % der Stimmen

In der damit notwendig gewordenen Stichwahl konnte sich Chojniak mit 68,5 % der Stimmen gegen die KO-Kandidatin Wężyk-Głowacka durchsetzen und wurde damit wiedergewählt.

### Stadtrat
Der Stadtrat umfasst 23 Mitglieder, die direkt gewählt werden. Die Wahl im April 2024 führte zu folgendem Ergebnis:
- Koalicja Obywatelska (KO) 25,2 % der Stimmen, 6 Sitze
- Wahlkomitee „Krzysztof Chojniak – Zusammen für Piotrków“ 24,1 % der Stimmen, 6 Sitze
- Wahlkomitee „Mit Herz für Piotrków“ 21,1 %, 5 Sitze
- Wahlkomitee „Łukasz Janik – weil es die Menschen sind, die zählen“ 17,9 % der Stimmen, 4 Sitze
- Wahlkomitee „Agnieszka Choijnacka – Piotrków verbindet uns“ 11,7  % der Stimmen, 2 Sitze

Die Wahl im Oktober 2018 führte zu folgendem Ergebnis:
- Wahlkomitee „Krzysztof Chojniak – Zusammen für Piotrków“ 31,7 % der Stimmen, 9 Sitze
- Prawo i Sprawiedliwość (PiS) 26,3 % der Stimmen, 7 Sitze
- Koalicja Obywatelska (KO) 19,0 % der Stimmen, 4 Sitze
- Wahlkomitee „Ja zu Piotrków“ 16,0 %, 3 Sitze
- Wahlkomitee „Lokale Verwaltung“ 3,8 % der Stimmen, kein Sitz
- Solidarisches Wahlkomitee für Piotrków 3,2 % der Stimmen, kein Sitz

### Städtepartnerschaften
Piotrków Trybunalski hat seit 2017 neun Partnerstädte und pflegt mit Petrinja in Kroatien, Udine in Italien und Velenje in Slowenien Städtefreundschaften:
| Stadt               | Land        | seit |
| ------------------- | ----------- | ---- |
| Esslingen am Neckar | Deutschland | 1992 |
| Kostroma            | Russland    | 2009 |
| Maladsetschna       | Belarus     | 1996 |
| Marijampolė         | Litauen     | 2002 |
| Mosonmagyaróvár     | Ungarn      | 2001 |
| Nes Ziona           | Israel      | 2017 |
| Riwne               | Ukraine     | 1997 |
| Vienne              | Frankreich  | 2005 |
| Žagubica            | Serbien     | 2011 |

## Persönlichkeiten
- Ludwig Lucas (1796–1854), Schulrat in Ostpreußen und Posen
- Ernestine Rose (1810–1892), US-amerikanische Frauen- und Bürgerrechtlerin
- Józef Orłowski (1819–1880), Architekt
- Michail Petrowitsch Wassiljew (1857–1904), Marineoffizier, Kommandant des ersten russischen Eisbrechers
- Damazy Kotowski (1861–1943), Maler
- Françoise Frenkel (1889–1975), Buchhändlerin und Autorin
- Stefan Rowecki (1895–1944), Kommandant der Heimatarmee
- Lazar Wechsler (1896–1981), Schweizer Filmproduzent
- Konrad Guderski (1900–1939), Verteidiger der polnischen Post in Danzig
- Stanisław Mieszkowski (1903–1952), Marineoffizier
- Seymour Rexite (1908–2002), Schauspieler und Sänger des jiddischen Theaters, Radios und Fernsehens
- Alice Miller (1923–2010), Autorin und Psychologin
- Waldemar Otto (1929–2020), Bildhauer
- Mariusz Dmochowski (1930–1992), Schauspieler und Regisseur
- Israel Meir Lau (* 1937), israelischer Rabbiner
- Teresa Nowak (1942–2024), Hürdenläuferin
- Witold Waszczykowski (* 1957), Historiker, Diplomat und Politiker
- Bogdan Daras (1960–2025), Ringer
- Marek Domaracki (1964–2019), Politiker
- Adam Szymczyk (* 1970), Kunstkritiker und Ausstellungskurator
- Anita Lipnicka (* 1975), Sängerin und Songwriterin
- Maciej Ganczar (* 1976), Literaturwissenschaftler, Germanist und Übersetzer
- Wioletta Frankiewicz (* 1977), Leichtathletin
- Michał Bąkiewicz (* 1981), Volleyballspieler
- Marcin Tazbir (* 1988), Schachspieler
- Kamil Majchrzak (* 1996), Tennisspieler.
- Oktawia Płomińska (* 1998), Handballspielerin